# آغازه (زیست‌شناسی)
در زیست‌شناسی اندام یا یاخته یا گروهی از یاخته‌های تمایزیافته در اولین مرحلهٔ نمو را آغازه می‌گویند.
آغازه، ساده‌ترین مجموعه از شرایط اولیه لازم برای رویش است.
آغازه اخیرترین مرحله تکوین اندام در تکوین شناسی یک موجود است که قابل تشخیص باشد.
یعنی اولین برآمدگی سطح گیاه که مشخص است که گل خواهد شد، آغازه یا پریمردیم گل نامیده می‌شود و موارد دیگر به‌طور مثال اولین زائده که قرار است بعداً در انسان تبدیل به دست شود در تکوین شناسی پریمردیم یا آغازه دست نام می گیرد. به‌همین صورت آغازه ی برگ، ساقه، پا، چشم و… در موجودات مختلف مثال‌هایی از آغازه اند.
این اصطلاح بیشتر بر اهمیت یک زائده در تکوین شناسی اشاره دارد به این مفهوم که قرار است در آینده به چه اندامی تکوین یابد.